# Кэлембер, Патриция
Патриция Кэлембер (англ. Patricia Kalember, род. 30 декабря 1957) — американская актриса, наиболее известная по своей роли в телесериале «Сёстры» (1991—1996).

## Жизнь и карьера
Патриция Кэтрин Кэлембер родилась в Скенектади, Нью-Йорк, но выросла в Коннектикуте. Она начала свою карьеру в театре, а также снималась в рекламных роликах и в 1986 году получила премию Внешнего общества критиков за роль в пьесе The Foreigner. После этого она получила заглавную роль в телесериале «Кей О’Брайен», который был закрыт после одного короткого сезона. Вскоре Кэлембер дебютировала на бродвее, а после присоединилась к актерскому ансамблю сериала «Тридцать-с-чем-то», в котором снималась до его финала в 1991 году.
Кэлембер добилась наибольшей известности благодаря своей роли Джорджианы Рид Уитинг в длительном телесериале «Сёстры», где снималась наравне со Свуси Кёрц, Силой Уорд и Джулианной Филлипс с 1991 по 1996 год. Благодаря успеху сериала она снялась в нескольких крупных фильмах, среди которых были «Большие девочки не плачут… они дают сдачи» и «В плену песков». После завершения шоу Кэлембер вернулась в театр и некоторое время не появлялась на экранах. В двухтысячных неё была периодическая роль судьи в сериале «Закон и порядок: Специальный корпус», а на большом экране она была заметна в фильмах «Знаки» и «Области тьмы», где она исполнила роли жен центральных героев.
С 1986 года Патриция Кэлембер замужем за актёром Дэниэлом Герроллом, который позже появился в её сериале «Сёстры», у них трое детей.

## Фильмография
- 1985 — Кошачий глаз / Cat`s Eye
- 1989 — Флетч жив / Fletch Lives
- 1989—1991 — Тридцать-с-чем-то / thirtysomething (15 эпизодов)
- 1990 — Лестница Иакова / Jacob’s Ladder
- 1992 — Большие девочки не плачут… они дают сдачи / Big Girls Don’t Cry… They Get Even
- 1993 — В плену песков / A Far Off Place
- 1995 — Невысказанная правда / The Unspoken Truth
- 1991—1996 — Сёстры / Sisters (127 эпизодов)
- 2002 — Знаки / Signs
- 2002 — Путь к войне / Path to War
- 2002 — Время танцевать / Straight from the Heart
- 2004 — Опасные уроки / Fatal Lessons: The Good Teacher
- 2007 — Девушка в парке / The Girl in the Park
- 2001, 2004—2010 — Закон и порядок: Специальный корпус / Law & Order: Special Victims Unit (10 эпизодов)
- 2008 — Сплетница / Gossip Girl — миссис Бордман
- 2010 — В компании мужчин / The Company Men
- 2010 — Кроличья нора / Rabbit Hole
- 2011 — Области тьмы / Limitless
- 2012 — Имоджен / Girl Most Likely
- 2014 — Что знает Оливия? / Olive Kitteridge
- 2015 — Ночной беглец / Run All Night